# Mesoleptus invidiosus
Mesoleptus invidiosus là một loài tò vò trong họ Ichneumonidae.